# Great Glen (Leicestershire)
Great Glen – wieś w Anglii, w hrabstwie Leicestershire, w dystrykcie Harborough. Leży 10 km na południowy wschód od miasta Leicester i 134 km na północny zachód od Londynu.